# Suluova
Suluova là một huyện thuộc tỉnh Amasya, Thổ Nhĩ Kỳ. Huyện có diện tích 516 km² và dân số thời điểm năm 2007 là 47428 người, mật độ 92 người/km².